# Enio (Graie)
Enio (in greco antico: Ἐνυώ?, Enyo) è un personaggio della mitologia greca figlia di Forco e di Ceto. Faceva parte del gruppo delle Graie ed aveva come sorelle anche le Gorgoni.

## Mitologia
Le altre due si chiamavano Penfredo e Deino. Tutte e tre possedevano un unico occhio con il quale vedevano a turno e possedevano anche un unico dente con il quale mangiavano.